# GTF2F2
GTF2F2 (англ. General transcription factor IIF subunit 2) — білок, який кодується однойменним геном, розташованим у людей на короткому плечі 13-ї хромосоми. Довжина поліпептидного ланцюга білка становить 249 амінокислот, а молекулярна маса — 28 380.
| 10         |  | 20         |  | 30         |  | 40         |  | 50         |
| ---------- |  | ---------- |  | ---------- |  | ---------- |  | ---------- |
| MAERGELDLT |  | GAKQNTGVWL |  | VKVPKYLSQQ |  | WAKASGRGEV |  | GKLRIAKTQG |
| RTEVSFTLNE |  | DLANIHDIGG |  | KPASVSAPRE |  | HPFVLQSVGG |  | QTLTVFTESS |
| SDKLSLEGIV |  | VQRAECRPAA |  | SENYMRLKRL |  | QIEESSKPVR |  | LSQQLDKVVT |
| TNYKPVANHQ |  | YNIEYERKKK |  | EDGKRARADK |  | QHVLDMLFSA |  | FEKHQYYNLK |
| DLVDITKQPV |  | VYLKEILKEI |  | GVQNVKGIHK |  | NTWELKPEYR |  | HYQGEEKSD  |

A: Аланін

C: Цистеїн

D: Аспарагінова кислота

E: Глутамінова кислота

F: Фенілаланін

G: Гліцин

H: Гістидин

I: Ізолейцин

K: Лізин

L: Лейцин

M: Метіонін

N: Аспарагін

P: Пролін

Q: Глутамін

R: Аргінін

S: Серин

T: Треонін

V: Валін

W: Триптофан

Кодований геном білок за функціями належить до гідролаз, геліказ, фосфопротеїнів. 
Задіяний у таких біологічних процесах, як транскрипція, регуляція транскрипції, ацетилювання. 
Білок має сайт для зв'язування з АТФ, нуклеотидами, ДНК. 
Локалізований у ядрі.